# Saurenchelys stylura
Saurenchelys stylura är en fiskart som först beskrevs av Lea, 1913.  Saurenchelys stylura ingår i släktet Saurenchelys och familjen Nettastomatidae. Inga underarter finns listade i Catalogue of Life.